# Handelsordningen
Handelsordningen var en svensk näringslivsreform, införd 22 december 1846. 
Handelsordningen slopade skillnaden mellan minuthandel och grosshandel, ersatte handelsskråna med handelsföreningar, och gav alla män vid 21 år rätt att ansöka om att bedriva handel om de kan de fyra räknesätten och korrekt bokföring: kvinnor får samma rätt om de myndigförklaras (som ogifta) eller får makens tillstånd (som gifta), men deras handelsrätt begränsas fortfarande till vissa varor som anses passande för dem och behovsprövningen blir i praktiken fortsatt viktig.
Den kompletterades av Fabriks- och hantverksordningen. Reformen avskaffade 1720 års skråordning och följdes av 1864 års näringsförordning